# Saint-Étienne-des-Champs
Saint-Étienne-des-Champs é uma comuna francesa na região administrativa de Auvérnia-Ródano-Alpes, no departamento Puy-de-Dôme. Estende-se por uma área de 24,67 km². Em 2010 a comuna tinha 140 habitantes (densidade: 5,7 hab./km²).